# 三贴近
“三贴近”原则，是中共中央总书记胡锦涛在2003年初带领中共中央政治局委员参观西柏坡时的讲话中提出的，是对国家宣传工作提出的一项要求，目前仍在各个方面指导着国家新闻宣传，同时影响了其他传播领域。

## “三贴近”原则主要内容
- 贴近实际
- 贴近生活
- 贴近群众